# Mandato di cattura (romanzo)
Mandato di cattura (originale The nursemaid who disappeared o Warrant for X). è un romanzo giallo del 1938 di Philip MacDonald.
Ha per protagonista il personaggio dell'investigatore Anthony Gethryn ed è stato pubblicato in Italia nel 1977 da Mondadori nella collana Il giallo Mondadori. Nel 1956 ne è stato liberamente tratto il film 23 passi dal delitto.